# Leptopus clarkei
Leptopus clarkei là một loài thực vật có hoa trong họ Diệp hạ châu. Loài này được (Hook.f.) Pojark. mô tả khoa học đầu tiên năm 1960.